# Monte Shishaldin
O Monte Shishaldin é um estratovulcão ativo numa área remota da ilha Unimak, no Alasca, e que, com 2857 m de altitude, constitui o ponto mais alto das ilhas Aleutas, mas não da cordilheira Aleúte (que é o monte Redoubt).
É a mais simétrica grande montanha cónica glaciar da Terra, e as curvas de nível acima dos 2000 m são praticamente círculos perfeitos. As encostas norte e sul, na parte baixa, são mais inclinadas que as vertentes oriental e ocidental. O Shishaldin é a mais ocidental de três grandes estratovulcões na parte oriental da ilha Unimak. Os aleútes chamam-lhe Sisquk, que significa "montanha que indica o caminho quando [se está] perdido". Os 2000 metros superiores estão quase totalmente cobertos por nove glacial e gelo. No total, a cobertura de gelo atinge cerca de 91 km².

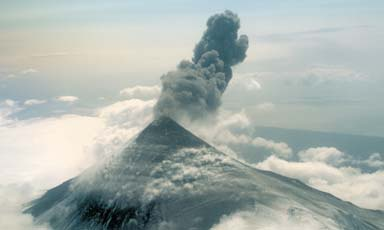
O Shishaldin em erupção em 1999

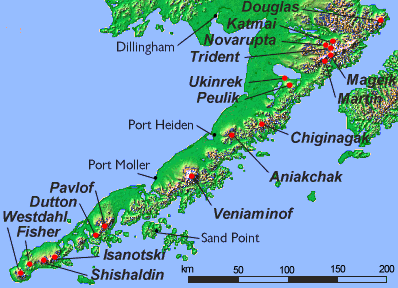
Os principais vulcões das ilhas Aleutas